# Electrocomunicación

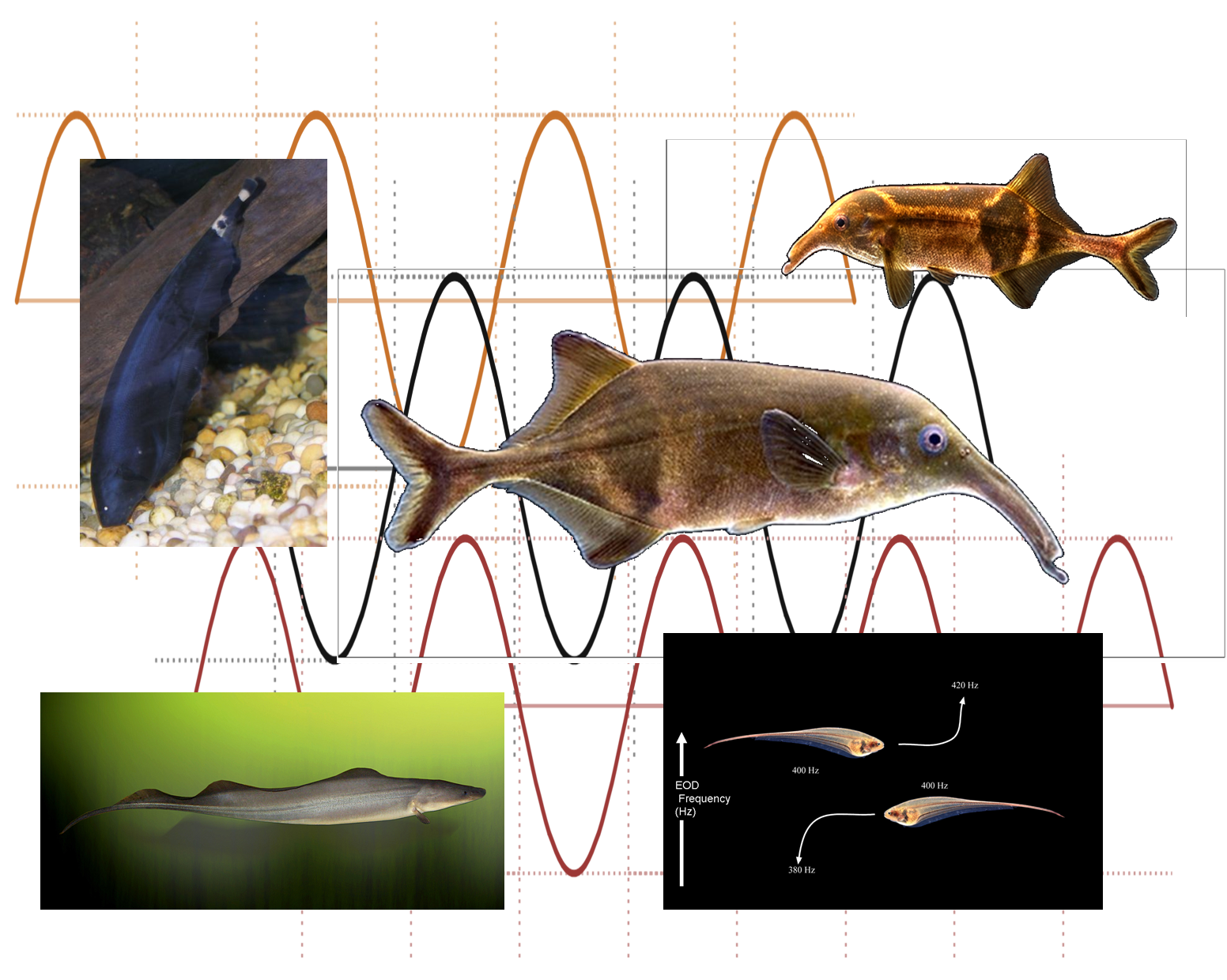
Diferentes peces débilmente eléctricos.

La Electrocomunicación es el método de comunicación utilizado por los peces débilmente eléctricos. Los peces débilmente eléctricos son un grupo de animales que utilizan un canal de comunicación que es "invisible" para la mayoría de los otros animales: la señalización eléctrica. Los peces eléctricos se comunican eléctricamente mediante un pez que genera un campo eléctrico y un segundo individuo que recibe ese campo eléctrico con sus electrorreceptores. El lado receptor interpretará las frecuencias de la señal, las formas de onda y el retraso, etc. Las especies mejor estudiadas son dos linajes, de agua dulce: el africano Mormyridae y el sudamericano Gymnotiformes. Mientras los peces débilmente eléctricos son el único grupo que ha sido identificado para llevar a cabo tanto la generación como la recepción de campos eléctricos, otras especies generan señales o las reciben, pero no ambas.Los animales que generan o reciben campos eléctricos se encuentran solo en ambientes acuáticos (o al menos húmedos) debido a la gran resistencia de todos los demás medios (por ejemplo, el aire). Hasta ahora, la comunicación entre peces eléctricos ha sido identificada principalmente para cumplir el propósito de transmitir información. Ejemplos de estos  incluyen: "escofinas", "chirridos" y "aceleración suave".
- Reconocimiento de especies
- Cortejo y reconocimiento sexual
- Estado motivacional (advertencia de ataque o sumisión) y
- Condiciones ambientales.

## Resumen de peces débilmente eléctricos
Los peces eléctricos son capaces de generar campos eléctricos externos o recibir campos eléctricos (electrorrecepción). Los peces eléctricos pueden dividirse aún más en tres categorías: descarga fuerte, descarga débil y pez que detecta, pero no puede generar campos eléctricos.  Los peces fuertemente eléctricos generan un fuerte campo eléctrico de hasta 500 voltios para propósitos depredadores; Los peces fuertemente eléctricos incluyen peces marinos y de agua dulce (dos peces de agua dulce, el bagre eléctrico africano (Malapterurus electricus) y la anguila eléctrica neotropical (Electrophorus electricus) y las rayas marinas torpedo (Torpedo). Los peces débilmente eléctricos generan campos eléctricos principalmente para propósitos comunicativos y de electrolocalización; se encuentran solo en el agua dulce e incluyen a los africanos Mormyridae de agua dulce, Gymnarchus y  a los peces cuchillo neotropicales eléctricos. Por último, los peces capaces de detectar señales eléctricas son los tiburones, rayas, patines, bagres y otros grupos (consulte Electrorrecepción).
Los peces eléctricos generan descargas de órganos eléctricos localizados cerca de la región de la cola. Los órganos eléctricos se derivan principalmente de células musculares (miogénicas); a excepción de una familia gymnotiform que tiene un órgano eléctrico derivado de las neuronas (órganos neurogénicos). Para detectar las señales eléctricas, el pez eléctrico tiene dos tipos de células receptivas: electrorreceptores ampulares y tuberosos.

## Órganos Electrorreceptores
Todos los organismos responden a descargas eléctricas suficientemente fuertes, pero solo algunos vertebrados acuáticos pueden detectar y utilizar campos eléctricos débiles, como los que ocurren naturalmente. Por lo tanto estos organismos acuáticos son llamados electrorreceptivos. (Por ejemplo, los seres humanos reaccionan a fuertes corrientes eléctricas con una sensación de dolor y, a veces, con una mezcla de otros sentidos; sin embargo, no podemos detectar campos eléctricos débiles, y por lo tanto, no somos electrorreceptivos). La capacidad de detectar y utilizar campos eléctricos, se encuentra casi exclusivamente en vertebrados acuáticos inferiores (peces y algunos anfibios). Los animales terrestres, con muy pocas excepciones, carecen de este canal de detección eléctrica debido a la baja conductividad del aire, el suelo o los medios que no sean el ambiente acuoso. Las excepciones incluyen los monotremas australianos, es decir, el equidna que come principalmente hormigas y termitas, y el ornitorrinco semiacuático que caza utilizando campos eléctricos generados por presas de invertebrados.
Para detectar campos eléctricos débiles, los animales deben poseer electrorreceptores (órganos receptores) que detectan diferencias de potencial eléctrico. Para los peces eléctricos, los órganos receptivos son un grupo de células sensoriales fijas en las fosas epidérmicas, que parecen pequeñas manchas en la piel. En cada órgano receptivo,  hay células sensoriales incrustadas en la parte inferior del "pozo" abierto que mira hacia afuera. Electrorreceptores detecta señales eléctricas al crear una diferencia de potencial entre el ambiente exterior y el ambiente interno del cuerpo de los peces. El flujo de corriente debido a tal diferencia de potencial resulta en un potencial receptor que es presináptico a las fibras sensoriales. Finalmente, este potencial receptor conduce a un potencial de acción disparado por las células sensoriales.
Los peces eléctricos llevan una variedad de órganos receptivos sensibles que están sintonizados a diferentes tipos y rangos de señales. Para clasificar los tipos de electrorreceptores, el primer punto de diferenciación debe hacerse entre los órganos ampulares y tuberosos, que existen tanto en las mormiridas como en las gimnotiformes. Estos dos tipos de receptores eléctricos tienen diferencias anatómicas muy distintas: los órganos ampulares tienen su "fosa" abierta formada en una estructura similar a un conducto y llena de sustancia mucosa; la "fosa" de un órgano tuberoso, por otro lado, está poblado de células epiteliales. Además de las diferencias anatómicas, estos dos receptores también tienen diferencias funcionales distintivas. Los órganos ampulares son más sensibles y están sintonizados en un rango de baja frecuencia de 1-10 Hz, que es el rango de la fuente de electricidad no electrógena y biológica. Por lo tanto, los órganos ampulares se utilizan principalmente para la electrolocalización pasiva. Por otro lado, los tuberosos, que son utilizados para la electrocomunicación por peces débilmente eléctricos, son menos sensibles y están sintonizados a frecuencias mucho más altas. 

### Clasificación de los dos tipos de órganos receptivos
A medida que los peces eléctricos maduran, algunos taxones desarrollan diferencias en la EOD (Descarga de Órganos Eléctricos) entre machos y hembras(es decir, dimorfismo sexual). Típicamente, los peces eléctricos macho tienen una frecuencia EOD más baja y una duración EOD más larga que las hembras; Entre los machos, generalmente el pez más grande y dominante posee la frecuencia más baja. Por ejemplo, las mediciones realizadas en Sternpygus marucus (Hagedorn, 1986) demuestran que los machos usualmente generan EOD a aproximadamente 80 Hz, mientras que las hembras generan EOD a aproximadamente 150 Hz. Dichas diferencias en la EOD entre sexos, se pueden remontar a cambios en el potencias de acción en los electrocitos. A medida que los peces eléctricos maduran, desde la etapa juvenil, los peces machos crecen con colas más largas y gruesas, lo que puede resultar en órganos eléctricos más grandes que generan EOD de menor frecuencia. Uno de los factores fisiológicos que se ha demostrado que contribuyen al dimorfismo secual de los EOD, es el nivel de hormona teleostica, andrógeno 11-ceto-testosterona (11-KT) y estrógeno. Los experimentos demuestran que al inyectar 11-KT en peces eléctricos hembras, no solo sus formas de onda y frecuencia de EOD se acercaron más a las de los machos, sino que sus electrorreceptores tuberosos también se modificaron para poder detectar señales de acuerdo con las propiedades recién transformadas de EOD. Sin embargo, cuando se aplicó estrógeno, el EOD de los peces eléctricos machos se fue acercando gradualmente al EOD femenino.
| Tipo     | Estructura                                          | Función                               | Sensibilidad | Donde encontrarlo |
| -------- | --------------------------------------------------- | ------------------------------------- | --- | --- |
| Ampular  | "fosa" abierta/ Llena de mucosidad                  | Electrolocalización/ Localizar presas | 0.01 μV/cm en especies marinas, 0.01 mV/cm en agua dulce; Sensible a campos de corriente continua/ bajas frecuencias de menos de 50 Hz | Tiburones y rayas; Peces no teleósteos; Ciertos teleósteos (mormyrids, ciertos notopterus, gymnotiforms, bagre); Anfibios (excepto ranas y sapos) |
| Tuberoso | Cubierto por la piel - lleno de células epiteliales | Electrocomunicación                   | 0.1 mV a 10 mV/cm/ Decenas de Hz a más de 1 kHz.                                                                                       | Pez mormirido; Pez gymnotiforme |

#### Órganos Tuberosos
Los órganos tuberosos, el tipo de órgano receptor utilizado para la electrocomunicación, se pueden dividir en dos tipos, según la forma en que se codifique la información: los codificadores de tiempo y los codificadores de amplitud.Hay múltiples formas de órganos tuberosos en cada tiempo y codificadores de amplitud, y todas las especies de peces débilmente eléctricas poseen al menos una forma de los dos codificadores. El codificador de tiempo dispara un potencial de acción de bloqueo de fase (es decir, la forma de onda del potencial de acción es siempre la misma) en un tiempo de retardo fijo después de que se forma cada transitorio externo. Por lo tanto, los programadores de tiempo descuidan la información sobre la forma de onda y la amplitud, pero se centran en la frecuencia de la señal y en los potenciales de acción del fuego en una base 1: 1 al transitorio externo. Los codificadores de amplitud, por el contrario, disparan de acuerdo con la amplitud EOD. Si bien los peces de tipo de onda y de pulso tienen codificadores de amplitud, disparan de diferentes maneras: los receptores de peces de tipo de onda disparan continuamente a una velocidad de acuerdo con su propia amplitud de EOD; por otro lado, los receptores de los peces de pulso disparan una ráfaga de picos en cada EOD detectada, y el número de picos en cada ráfaga se correlaciona con la amplitud del EOD. Los electrorreceptores tuberosos muestran una curva de sintonización de umbral en forma de V (similar al sistema auditivo), lo que significa que están sintonizados a una frecuencia particular. Esta frecuencia sintonizada en particular suele coincidir estrechamente con su propia frecuencia EOD.

### Clasificación de órganos tuberosos
| Tipo                    | Fuego de acuerdo a         | Método de codificar | Encontrado en                              |
| ----------------------- | -------------------------- | --- | ------------------------------------------ |
| Codificador de tiempo   | Frecuencia de EOD recibido | Dispara el potencial de acción en una proporción de 1: 1 al EOD recibido.                                                                                                 | Ambos tipos de peces débilmente eléctricos |
| Codificador de amplitud | Amplitud de EOD recibido   | Tipo de onda: se dispara continuamente a una velocidad de acuerdo con la amplitud de EOD / Tipo de pulso: el número de ráfagas en cada pico depende de la amplitud de EOD | Ambos tipos de peces débilmente eléctricos |

## Órganos eléctricos

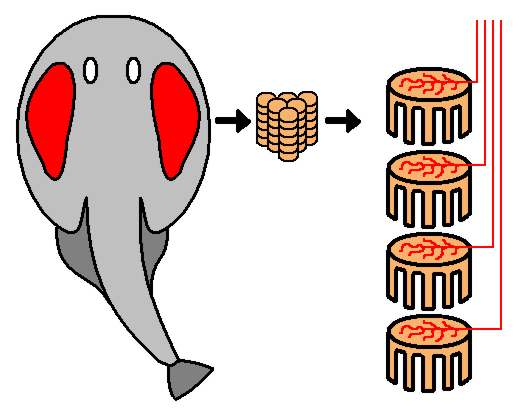
Órgano eléctrico

Los peces débilmente eléctricos generan la Descarga de Órganos Eléctrica (EOD) con compartimentos especializados llamados órganos eléctricos. Casi todos los peces débilmente eléctricos tienen órganos eléctricos derivados de células musculares (miogénicas); La única excepción es la Apteronotidae, una familia bajo Gymnotiforms que tiene órganos eléctricos derivados de células nerviosas (neurogénicas). Los electrocitos miogénicos se organizan en columnas de pequeñas células similares a discos llamadas electroplaca. La familia excepcional, Apteronotidae, también transporta órganos eléctricos miogénicos en estadios larvales. Sin embargo, a medida que los peces maduran, los órganos electrógenos derivados de la médula espinal central reemplazan gradualmente las células eléctricas derivadas de las células musculares.
La descarga de un órgano eléctrico comienza con el comando central de un marcapasos medular que determina la frecuencia y el ritmo de los EOD. Estas dos características (frecuencia y ritmo) de los EOD también se conocen como SPI-secuencia de intervalos de pulso. El comando del marcapasos medular se transmite luego por las neuronas electromotoras a los electrocitos que forman el órgano eléctrico, que determina la forma de onda de los EOD según sus propiedades morfofisiológicas. A medida que el comando del marcapasos llega al órgano eléctrico, abre todos los canales de sodio, causando un flujo neto de iones de sodio en una dirección. La dirección será hacia o lejos de la cabeza, y traerá despolarización simultánea de todos los electro-policías en el mismo lado de la celda. El resultado es una polaridad positiva en la cabeza del pez en relación con la cola, o viceversa: un sistema de dipolo . La polaridad acumulada por el órgano eléctrico establece un campo electrostático en el agua.

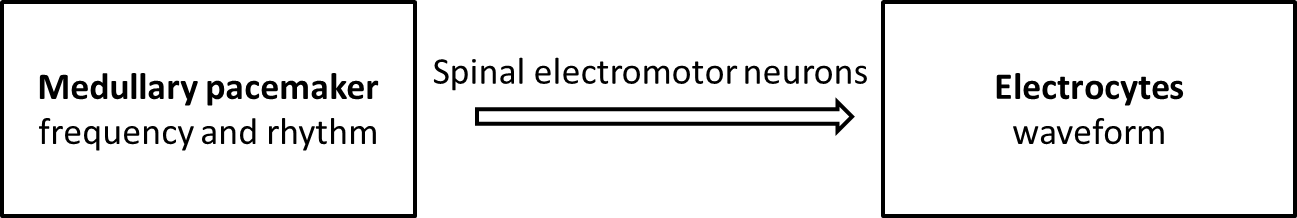
Flujo de generación EOD

Los órganos eléctricos son muy diferentes entre los mormiridos y gymnotiformes y, por lo tanto se presentaran por separado:

### Mormiridos
En los mormiridos, el órgano eléctrico es bastante pequeño y solo está ubicado en la región peduncular caudal (La parte estrecha del cuerpo del pez donde se une la aleta caudal). Los órganos eléctricos se componen de electrocitos en forma de disco, conectados en dos columnas, y cada columna reside en un lado de la médula espinal. Los electrocitos miogenicos son idénticos entre sí y se descargan en sincronía. El potencial eléctrico registrado de un solo electrocito es equivalente a la versión en miniatura de un EOD completo, fue medido fuera del pez. Los electrocitos también tienen una estructura importante llamada "tallo", que son tentáculos o estructuras en forma de tubo que se extienden desde cada electrocito. Se han observado diferentes sistemas de electrocitos de tallo, que incluyen tallos que penetran en los electrocitos, inervan los electrocitos del lado posterior o interior. Múltiples rayas de un electrocito eventualmente se fusionan parar formar un tallo grande que recibe la inervación de la neuronas electromotoras espinales. Las diferentes estructuras morfológicas de los sistemas tallo/electrocitos resultan en diferencias en el flujo de corriente eléctrica, la cual conduce además varias formas de onda.

### Gymnotiformes
En los gymnotiformes, los electrocitos difieren entre los peces eléctricos de tipo de onda y pulsos. En los peces de tipo de onda, los electrocitos se encuentran en forma tubular. En los peces de pulso los electrocitos tienden a ser discos aplanados. Los electrocitos también forman columnas, pero a diferencia de lo pequeño del órgano en los mormiridos, los gymnotiformes tienen órganos eléctricos largos que se extienden por casi todo el cuerpo longitudinal. También es diferente del sistema de tallos en los mormiridos, los tallos en los mormiridos solo hacen  un tipo de inervacion en el lado posterior del electrocito. Generalmente, los gymnotiformes de tipo pulso muestran una mayor complejidad que los peces de tipo onda. Por ejemplo, sus electrocitos pueden ser cilíndricos o en forma de tambor con tallos que inervan desde el lado posterior o anterior. Otra diferencia importante es que , a diferencia de los mormiridos o los gymnotiformes se pulso no son homogéneos a lo largo del extenso órgano eléctrico que atraviesa del cuerpo del pez. Diferentes partes de los órganos eléctricos de algunos gymnotiformes se inervan de manera diferente o pueden tener diferentes propiedades de activación celular.
Apteronotidae, es un miembro de los gymnotiformes de tipo onda,  es diferente a todos los otros peces eléctricos, por ser la única familia que posee electrocitos neurogenicos. El órgano eléctrico de las apteronotidae se deriva específicamente de las neuronas, se forman a partir de los axones de las neuronas electromotoras espinales. Dicha estructura elimina una brecha sináptica entre la neurona locomotora espinal y los electrocitos miogenicos, lo que podría contribuir a la mayor frecuencia de EOD de Apteronotidae (>2000 Hz) entre los peces eléctricos.

## Señales

### Tipos de señales
Hay dos tipos de señales generadas por los peces eléctricos: tipo de pulso y tipo de onda. Un EOD tipo de pulso se caracteriza por un pulso discreto EOD  separado por intervalos silenciosos relativamente largos, siendo mucho más largos que las descargas; por el contrario, un EOD de tipo de onda tiene su periodo de disparo y su periodo de silencio, aproximadamente de la misma duración, y por lo tanto se forma una señal continua con forma de onda casi senoidal. Entre los mormiridos y los gymnotiformes, tanto los peces de tipo pulso como los de tipo onda son consistentes dentro de las familias agrupadas.

### Propiedades físicas de las señales

#### Campo eléctrico

Campo eléctrico construido por un sistema de dipolo de cargas. Los peces eléctricos generan un campo eléctrico de la misma manera.

Los peces eléctricos generan un campo electrostático con forma de dipolo, con líneas de campo que describen un arco curvado desde el polo positivo al negativo. Las señales de campo eléctrico difieren de otros modos de comunicación, como el sonido u óptico, que utilizan señales que se propagan como ondas. Mientras que las ondas de sonido para la comunicación acústica o las ondas de luz (ondas electromagnéticas) para las comunicaciones visuales se propagan, para las señales eléctricas no (es diferente de las ondas electromagnéticas). Como un campo eléctrico, la magnitud de la señal disminuye de acuerdo con la ley del cuadrado inverso, lo que hace que el envío y la formación de la señal sean un proceso costoso de energía. Los peces eléctricos combinan la impedancia de su órgano eléctrico con la conductividad del agua para lograr su pérdida mínima de energía, y el resultado final son señales eléctricas que viajan a lo más unos pocos metros.  Aunque los peces eléctricos están limitados a un corto rango de comunicación, las señales permanecen sin ser dañadas por el eco y la reverberación, lo que afecta el sonido y la luz.  El deterioro de las ondas incluyen la reflexión, refracción, absorción, interferencia, etc. Como resultado, las características temporales que son muy importantes para las señales eléctricas de los peces, permanecen constantes durante la transmisión.

#### Espacio activo
Cuando se transmiten señales eléctricas en un ambiente acuático, la naturaleza física y química del entorno puede hacer grandes diferencias en la transmisión de señales. Los factores ambientales que podrían imponer influencia incluyen la concentración del soluto, la temperatura y el ruido eléctrico de fondo (instalaciones de rayos o artificiales), etc. Para entender la efectividad de la transmisión de señales eléctricas, es necesario definir el término "espacio activo", el área/volumen dentro del cual una señal puede provocar respuestas de otros organismos. El espacio activo de un pez eléctrico normalmente tiene una forma elipsoidal debido a la disposición de dipolos formados por sus órganos eléctricos. Si bien la comunicación eléctrica y la electrolocalización dependen de las señales generadas por los órganos eléctricos, la electrocomunicación tiene un espacio activo diez veces mayor que la electrolocalización debido a la extrema sensibilidad de los receptores de electrocomunicación tuberosos.
Uno de los factores más importantes que afectan el tamaño del espacio activo será [conductancia del agua] mediada por la concentración de soluto en el agua. Se ha demostrado que los mormiridos han adaptado su rango activo óptimo en hábitats de baja conductividad. Un fenómeno natural que apoya esta teoría es que muchas especies se reproducen durante el tiempo en que los ríos/lagos tienen la conductividad más baja debido a las fuertes lluvias. Teniendo mayor espacio activo en el agua con baja conductividad beneficiara el apareamiento y el cortejo. Otra explicación probada por Kim y Moller es que, al tener espacio activo más pequeño durante la estación seca cuando no se produce el apareamiento, se acomoda el espacio social sin una transmisión innecesaria de señales entre individuos.

#### Frecuencia y la forma de onda
Los peces eléctricos se comunican con señales eléctricas que poseen dos cualidades principales: frecuencia y forma de onda. La información en forma de onda está incrustada en la descarga del órgano eléctrico (EOD), que está determinada y fijada por la anatomía y fisiología del órgano eléctrico.La forma de onda EOD, en algunas especies, cambia con las etapas de desarrollo. La frecuencia de EOD y la duración del intervalo entre ellos se denominan secuencia de intervalos de pulso (SPI), que están controlados por las interneuronas de comando en el cerebro medio y la médula, según lo establecido bajo los órganos eléctricos.La alteración en SPI produce diversas señales socialess entre los peces eléctricos durante el apareamiento, la advertencia o la identificación. Estas dos propiedades (forma de onda / EOD y frecuencia / SPI) son utilizadas por los peces de tipo onda y pulso para el reconocimiento y la comunicación.

### Frecuencia EOD
La frecuencia es el número de ocurrencias de un evento que se repite por unidad de tiempo. Aquí, la frecuencia de EOD se refiere a la velocidad de disparo de un pez eléctrico. Los peces tipo onda llevan a cabo el reconocimiento de especies mediando sus frecuencias de EOD, que incluyen sus frecuencias de disparo de línea de base y la modulación de las frecuencias que resulta en un aumento, caída, distorsión y cese de las frecuencias de EOD. Por ejemplo, algunas especies de gymnotiformes usan "chirridos", un aumento repentino de frecuencia, durante el cortejo.

### Forma de Onda del EOD

Diferentes representaciones de las formas de onda

La forma de onda es la figura y forma de una onda. Cada especie del pez eléctrico tiene distinta su forma de onda EOD. Los peces tipo pulso conducen el reconocimiento de especies poniendo atención a las diferencias de las formas de onda EOD, que incluye propiedades tales como: la duración del EOD, número de fases y forma de fases. Mientras tanto, algunas propiedades indirectas ocultas en la forma de onda también son utilizadas por los peces de tipo pulsante: gradiante de amplitud, relaciones de duración de fases y el orden y los signos de las fases.

### Diferencias y cambios en las señales
Los peces eléctricos normalmente poseen una frecuencia de referencia y una forma de onda de sus señales, la alteración de ambas cualidades ocurre todo el tiempo, entre las diferentes especies, sexo, etapas de desarrollo y el estado de dominancia. Mientras se producen diferentes alteraciones en las identidades de los peces, el nivel y los tipos de alteración están limitados por el propio sistema sensorial de los peces, que esta predispuesto a detectar señales que tiene frecuencia de descarga.

#### Señales y sexo
A medida que los peces eléctricos maduran, algunos taxones desarrollan diferencias en la EOD entre machos y hembras (es decir, dimorfismo sexual). Típicamente, los peces eléctricos machos tienen una frecuencia de EOD más baja y una duración de EOD más larga que las hembras; Entre los machos, el pez dominante y el más grande generalmente posee la frecuencia más baja. Por ejemplo, las mediciones realizadas en Sternopygus marucus (Hagedorn, 1986) mostraron que los machos generalmente generan EOD a aproximadamente 80 Hz, mientras que las hembras generan EOD a aproximadamente 150 Hz. Dichas diferencias en la EOD entre los sexos se pueden remontar a cambios en el potencial de acción en los electrocitos. A medida que los peces eléctricos maduran desde la etapa juvenil, los peces machos crecen con colas más largas y gruesas, lo que puede resultar en órganos eléctricos más grandes que generan EOD de menor frecuencia. Uno de los factores fisiológicos que se ha demostrado que contribuyen al dimorfismo sexual de los EOD es el nivel de hormona teleóstica, andrógeno 11-ceto-testosterona (11-KT) y estrógeno. Los experimentos demostraron que al inyectar 11-KT en peces eléctricos hembra, no solo sus formas de onda y frecuencias de EOD se acercaron a las de los machos, sino que sus electrorreceptores tuberosos también se modificaron para poder detectar señales de acuerdo con las propiedades EOD recién transformadas. Sin embargo, cuando se aplicó el estrógeno, el EOD de los peces eléctricos machos se fue acercando gradualmente al EOD femenino.
El dimorfismo sexual en las formas de onda y frecuencias de EOD también impone una influencia en el tamaño del espacio activo. Usando Sternopygus marucus como ejemplo, los machos emiten frecuencias casi a la mitad que las hembras (80 Hz, cf. 150 Hz).Sin embargo, dado que la mayoría de los electrorreceptores están sintonizados a frecuencias de señal más cercanas a la propia frecuencia de los receptores, la diferencia en la frecuencia EOD resulta en una capacidad diferente de los peces eléctricos para detectar señales de ambos sexos, lo que conduce a diferentes tamaños de espacio activo.Según lo medido en Sternopygus marucus por Hagedorn, los peces machos solo pueden detectar hembras en un rango de 6 cm, mientras que las hembras pueden detectar un pez macho en un rango mucho mayor de 39 cm.Esta diferencia de tamaño de espacio activo tiene la hipótesis de que las hembras tienen una mejor probabilidad de acercarse a las parejas potenciales y de seleccionar un individuo para aparearse.

#### Señales y etapas de desarrollo
Los estudios realizados tanto en gymnotiformes como en mormiridas han demostrado que hay especies en ambos grupos que tienen cambios significativos de EOD de larvas a adultos. Las larvas gymnotiformes todas tienen EOD que son simples, monofásicamente similares a una función de coseno de un solo período, y formadas con un espectro muy amplio en un rango de frecuencia más bajo. Se observa que, a medida que las larvas maduran, el espectro de frecuencia disminuye, la forma de onda de descarga se vuelve más nítida y las formas de onda más complejas que pueden consistir en múltiples fases reemplazan gradualmente la EOD de larva simple.
Para los peces miogenicos, este cambio en la forma de onda de la señal se produce cuando los electrocitos de larvas iniciales se fusionan formando nuevos electrocitos con diferentes formas, junto con la redistribución de canales activados por iones, la formación de nuevas estructuras extracelulares en los electrocitos, etc. Algunos peces de pulso también desarrollan órganos eléctricos, accesorios ubicados en otras partes del cuerpo; estos órganos eléctricos adicionales desempeñan un papel más en la adición de fases a los EOD. Para los únicos peces neurogénicos conocidos hasta ahora, apteronotids, los cambios de EOD durante el proceso de desarrollo parecían ser más dramáticos que los de los peces miogénicos, lo que podría indicar que los electrocitos neurogénicos son más propensos a las modificaciones. Similar a los peces miogénicos, apteronotids tiene su órgano eléctrico formado por miocitos. A medida que madura el apteronotid, nuevos electrocitos neurogénicos derivados de las motoneuronas espinales reemplazan a los electrocitos miogénicos.
Se propusieron dos hipótesis por razones de las cuales las señales eléctricas se modificaron durante las etapas de desarrollo de los peces. En primer lugar, como se indicó anteriormente, los electrorreceptores de los peces generalmente están sintonizados en un rango específico de frecuencias. Por lo tanto, para hacer una comunicación efectiva, es necesario que los peces eléctricos reduzcan el amplio espectro de frecuencias de la EOD de larvas.En segundo lugar, se sabe que los electrorreceptores de bagre, gymnotiformes y la mayoría de los peces pre-teleósteos están sintonizados a frecuencias más bajas. Por lo tanto, mantener la baja frecuencia de EOD larvales aumentará el riesgo de ser detectado por los depredadores.

#### Señales y estado de dominancia
Las mediciones han demostrado que, por lo general, el pez eléctrico macho que domina, generalmente tiene una frecuencia EOD más baja y una duración EOD más larga. Un experimento ha demostrado que, cuando dos machos se colocan en el mismo tanque de peces, ambos peces mejoran su EOD en el primer corto período de tiempo. Sin embargo, después de dejar a los peces en un período oscuro (simulando la noche), el macho con mayor amplitud de EOD, que también suele ser el macho con mayor tamaño corporal, mejorará aún más su EOD; por el contrario, el macho con menor tamaño corporal y EOD más pequeño no mejora su EOD.

### Señales especiales
En la comunicación eléctrica, hay algunos distintos tipos de señales que sirven para fines especiales, como el cortejo o la agresión.Ejemplos de estos EOD especiales incluyen: "escofinas", "chirridos" y "aceleración suave".La escofina es una explosión de pulsos a una frecuencia relativamente constante realizada por algunas especies durante el cortejo. El chirrido es un rápido aumento o disminución de la frecuencia. La aceleración suave es un período de decenas a cientos de milisegundos en que la tasa de EOD aumenta, pero de manera uniforme. Debido a la ley de conservación de la energía, la amplitud del EOD puede disminuir en un pequeño porcentaje, pero los cambios generales en la forma de onda y la amplitud son pequeños. Los gymnotiformes masculinos emiten estas señales aceleradas durante la agresión y el cortejo.En los peces estudiados, si el cortejo va bien y procede al desove, los peces machos eléctricos comienzan a usar otro tipo especial de EOD: el chirrido. El chirrido también dura de decenas a cientos de milisegundos; sin embargo, el aumento en la frecuencia fue tan alto que los electrocitos no pudieron recuperarse lo suficientemente pronto, y por lo tanto, los chirridos tienen una amplitud muy pequeña y una forma de onda desviada de la forma de onda original.